# 38. gardna strelska divizija (ZSSR)
Za druge 38. divizije glejte 38. divizija.
38. gardna strelska divizija je bila gardna strelska divizija v sestavi Rdeče armade med drugo svetovno vojno.

## Zgodovina
Divizija je bila ustanovljena avgusta 1942 z reorganizacijo ostankov 4. zračnoprevoznega korpusa. 
Med drugo svetovno vojno je sodelovala v bitki za Stalingrad.

## Organizacija
- štab
- 110. gardni strelski polk
- 113. gardni strelski polk
- 115. gardni strelski polk
- 88. gardni artilerijski polk

## Poveljstvo
Poveljniki
- polkovnik Aleksander Aleksejevič Onufrijev (1942-1943)